# Nadškofijska palača, Nikozija
Nadškofijska palača (grško Αρχιεπισκοπικό Μέγαρο, turško Başpiskoposluk Sarayı) je uradna rezidenca in pisarna ciprskega nadškofa v Nikoziji. Palača je bila zgrajena ob »Stari nadškofijski palači« (zgrajena v 17. stoletju), med letoma 1956 in 1960; v neobizantinskem  arhitekturnem slogu. Njene splošne načrte je oblikoval George Nomikos v Atenah, medtem ko sta bila Nicholas S. Roussos in John Pericleous iz Limassola odgovorna za vsa ostala arhitekturna dela. 
Bronast kip Makariosa III., prvega predsednika Cipra, je bil na njenem ozemlju, zdaj pa so ga preselili v samostan Kykkos. Izklesal ga je Nikolas Kotziamannis, tehta okoli 13 ton in je visok približno 30 čevljev. Čeprav nadškofijska palača sama ni odprta za javnost, so v njej odprti: Bizantinski muzej, Nadškofijska knjižnica, Muzej ljudske umetnosti in Nacionalni muzej boja so odprti za javnost.